# 新春教会
新春教会（NewSpring Church）是美南浸信会的一个巨型教会，位于安德森 (南卡罗来纳州)。教会成立于2000年1月。
教堂平均每周出席人数有32,000人。此外，平均每周有7200人参加在线聚会。它是美南浸信会增长第二快和第四大的教会，也是南卡罗来纳州最大的教会。总的来说，它是美国100个最大，增长最快的巨型教会之一，是美国增长第二快的教会。
新春教会分别设立在南卡罗来纳州的安德森、艾肯、Boiling Springs、查尔斯顿、克莱姆森、哥伦比亚、North East Columbia、佛罗伦萨、格林维尔、格林伍德、Hilton Head、列克星敦、默特尔比奇、Powdersville、萨姆特、Rock Hill和斯帕坦堡。
2016年7月10日，该教会宣布其创始人佩里·诺贝尔已从2016年7月1日起因与酒精相关的个人问题被教会领导团队撤销主任牧师职务。
新春教会鼓励相信救赎者下一步接受浸礼。2014年9月的一个星期天，2335人在南卡罗来纳州的19个园区受浸。